# Região Metropolitana de Campinas
A Região Metropolitana de Campinas, com sigla RMC, constituída por 21 municípios paulistas, foi criada pela lei complementar estadual 870, de 19 de junho de 2000.
A região é uma das mais dinâmicas no cenário econômico brasileiro e representava, em 2013, 1,8% do PIB (produto interno bruto) nacional e 7,81% do PIB paulista, ou seja, cerca de 105,3 bilhões de reais. Além de possuir uma forte economia, a região também apresenta uma infraestrutura que proporciona o desenvolvimento de toda a área metropolitana. A RMC também é conhecida como "Vale do Silício Brasileiro".
Conforme a estimativa populacional do IBGE em 2021, a Região Metropolitana de Campinas chegou a marca de 3,3 milhões de habitantes, distribuídos em 3.791 km². É a décima maior região metropolitana do Brasil e a segunda maior região metropolitana de São Paulo, faz parte do Complexo Metropolitano Expandido, uma megalópole que, já em 2008, compreendia 12% da população brasileira, ou cerca de 30 milhões de habitantes.

## Geografia e demografia

### Área

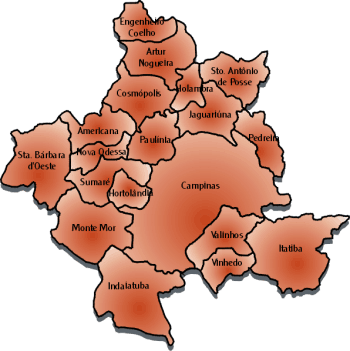
Mapa dos municípios integrantes da região metropolitana de Campinas.

Os 20 municípios abrangidos ocupam uma área de 3.791 km², o que corresponde a 0,04% da superfície brasileira e a 1,47% do território paulista. Quando se iniciou a discussão da criação da Região Metropolitana de Campinas, Mogi-Guaçu, Mogi-Mirim e Itapira estavam inseridas no contexto. Porém, por intermédio do então prefeito guaçuano Walter Caveanha (PTB), esses três municípios decidiram ficar de fora da nova região metropolitana. Caveanha explica que a decisão, à época, se deu porque a região da Baixa Mogiana tem características próprias, especialmente quanto ao meio ambiente, e não está ligada à região de Campinas, apesar da proximidade a esta.
Caveanha foi, a princípio, o único prefeito na época contrário à inclusão dos municípios vizinhos à RMC, convencendo os prefeitos mojimiriano e itapirense. Com a proposta de criação da primeira microrregião do país, envolvendo nove municípios da bacia do rio Moji-Guaçu, a Microrregião de Mogi-Guaçu. Caveanha entrou com esse projeto na Assembleia Legislativa de São Paulo em 1995, quando era deputado estadual. Mas a matéria parou nas comissões e está entravada até hoje. O projeto tramita atualmente na Alesp sob a tutela do deputado Campos Machado. O projeto da microrregião de Mogi-Guaçu tem caráter socioeconômico e ambiental voltado para Estiva Gerbi, Conchal, Lindoia, Águas de Lindoia, Serra Negra, Espírito Santo do Pinhal, além da própria Mogi-Guaçu, Mogi-Mirim e Itapira.

### Aspectos demográficos

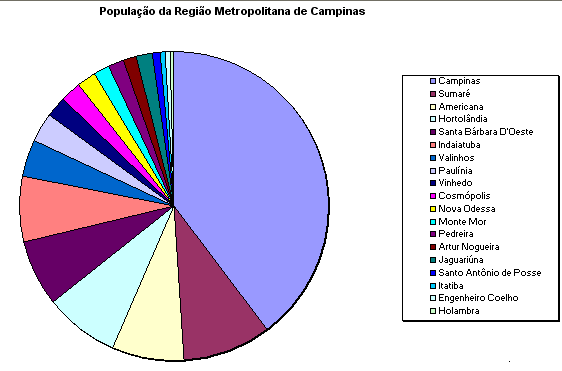
Gráfico da população da RMC por cidade.

A Região possui uma população de 3 224 443 habitantes, segundo dados da estimativa populacional do IBGE para 1º de julho de 2018.
A malha viária permitiu uma densa ocupação urbana, organizada em torno de algumas cidades de portes médio e grande, revelando processos de conurbação já consolidados ou emergentes. As especificidades dos processos de urbanização e industrialização ocorridos na Região provocaram mudanças muito visíveis na vida das cidades. De um lado, acarretaram desequilíbrios de natureza ambiental e deficiências nos serviços básicos. De outro, geraram grandes potencialidades e oportunidades em função da base produtiva (atividades modernas, centros de tecnologia, etc.). Nesse cenário, cidades médias passaram a conviver com problemas típicos de cidades grandes. A proliferação de favelas, violência e pobreza revelam um padrão de crescimento bastante perverso, que aprofunda as desigualdades sociais.
Apesar dos problemas sociais, a Região Metropolitana de Campinas possui o melhor Índice de Desenvolvimento Humano entre as regiões metropolitanas do Brasil, segundo dados do PNUD.

## Economia

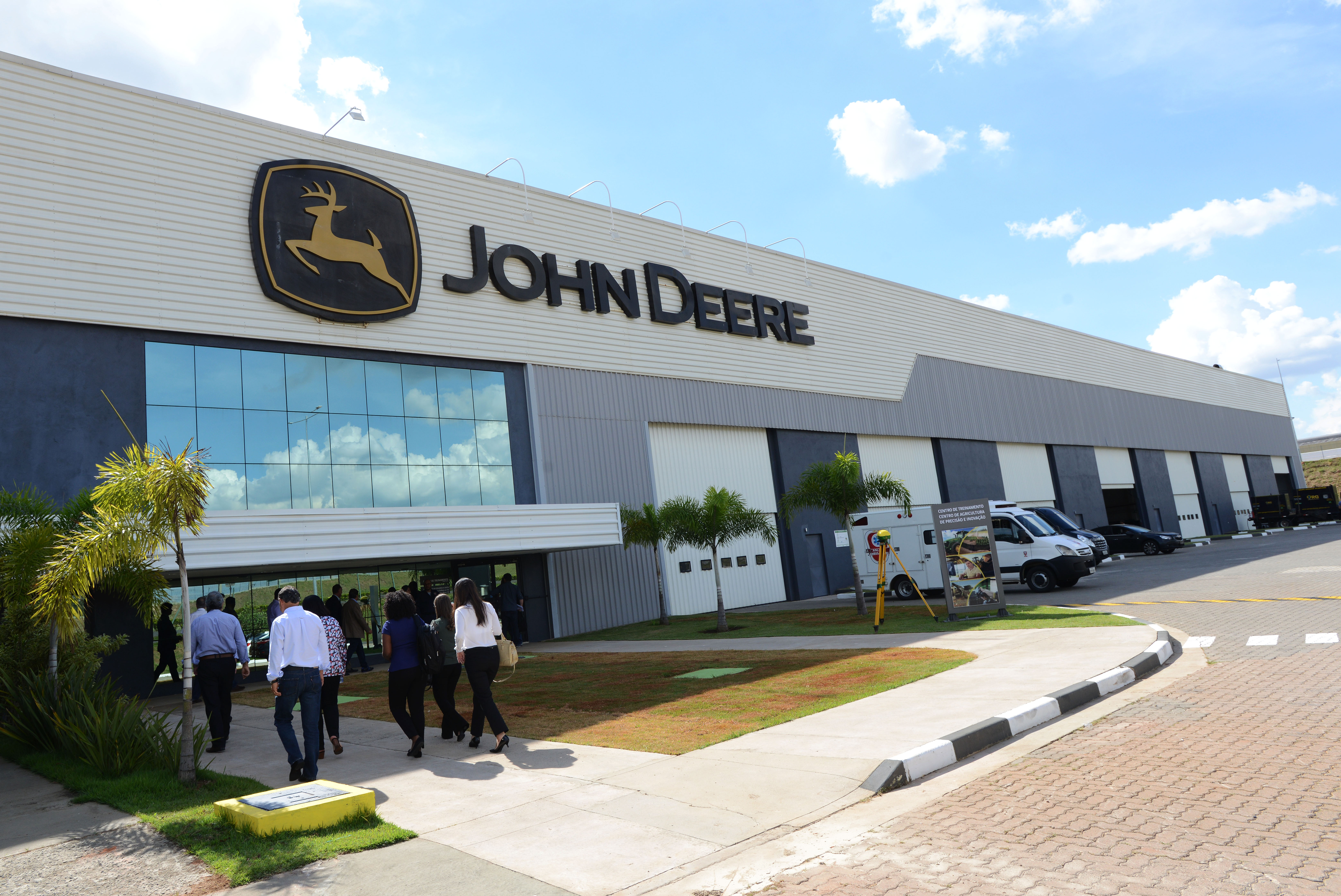
Fábrica da John Deere, em Campinas.

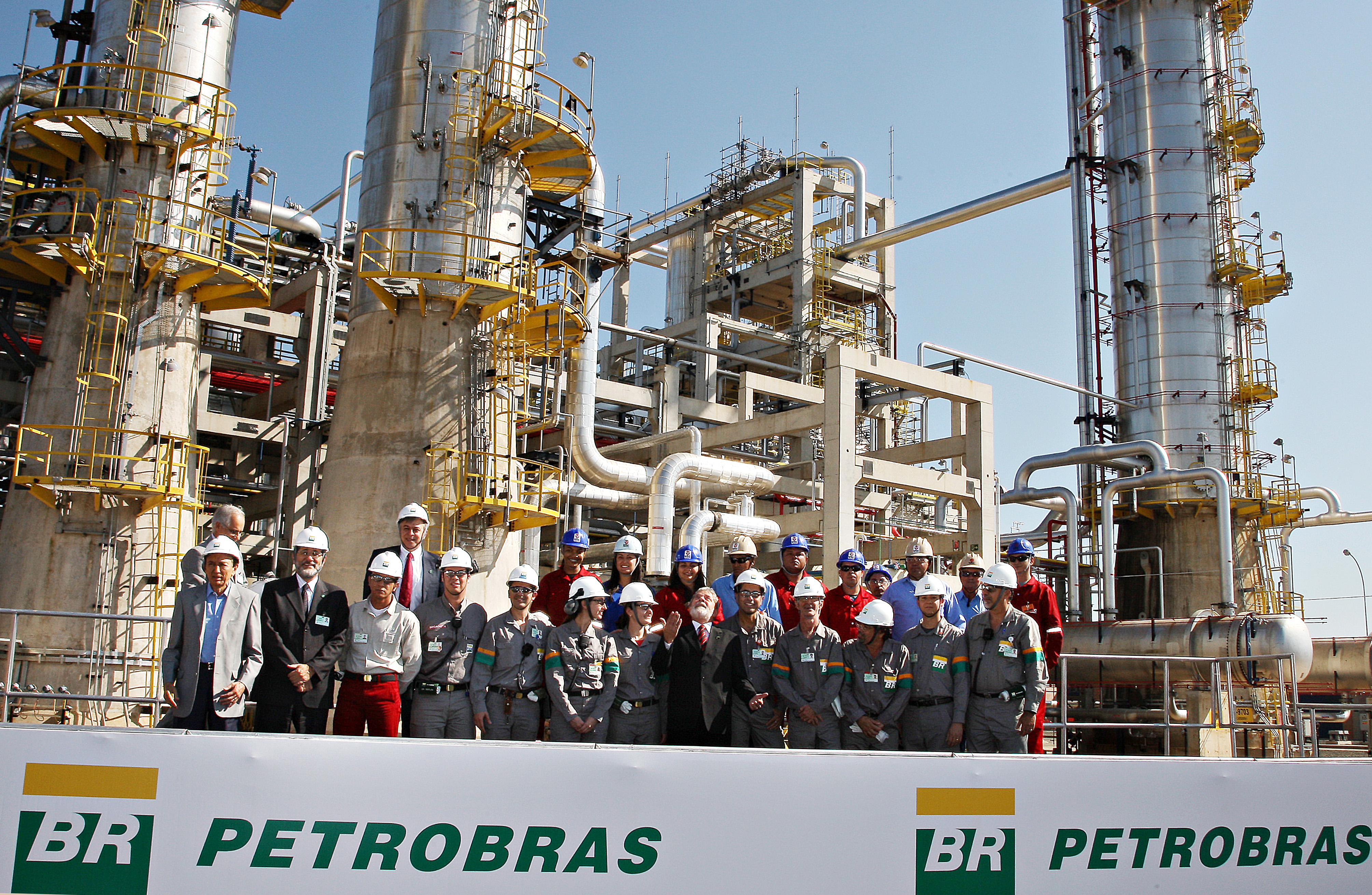
REPLAN, a maior refinaria em produção de petróleo da Petrobras, em Paulínia.

Nos últimos 100 anos, a região de Campinas vem ocupando e consolidando uma importante posição econômica nos níveis estadual e nacional. Situada nas proximidades da Região Metropolitana de São Paulo, comporta um parque industrial abrangente, diversificado e composto por segmentos de natureza complementar. Possui uma estrutura agrícola e agroindustrial bastante significativa e desempenha atividades terciárias de expressiva especialização.
Destaca-se ainda pela presença de centros inovadores no campo das pesquisas científica e tecnológica, bem como do Aeroporto de Viracopos – o segundo maior terminal aéreo de cargas do País, localizado no município de Campinas. A RMC também conta com a Região do Polo Têxtil que compreende os municípios de Americana, Santa Bárbara d'Oeste, Sumaré, Nova Odessa e Hortolândia sendo o maior polo têxtil do Brasil, responsável por 85% da produção nacional de tecidos.[carece de fontes?]
Em 2012, Viracopos registrou um fluxo de cargas embarcadas e desembarcadas em voos internacionais de cerca de 246.219 toneladas. De cada três toneladas de mercadorias exportadas e importadas, uma passa pelo aeroporto, que também responde por 18,1% do fluxo aéreo total de cargas no Brasil. Em relação ao transporte de passageiros, o aeroporto campineiro ultrapassou a marca de 8,8 milhões de passageiros. A REPLAN, maior refinaria da Petrobras em produção, encontra-se nessa região.

### Produto Interno Bruto (PIB)
A produção industrial diversificada – com ênfase em setores dinâmicos e de alto input científico / tecnológico, notadamente nos municípios de Campinas, Americana, Paulínia, Sumaré, Indaiatuba, Santa Bárbara d'Oeste, e Jaguariúna – vem resultando em crescentes ganhos de competitividade nos mercados interno e externo.
A região exibe um Produto Interno Bruto (PIB) de R$ 105,3 bilhões/ano. Sua renda per capita é bastante significativa se comparada à do estado de São Paulo ou Brasil.
| Regiões Comparativas               | PIB per capita |
| 'Região Metropolitana de Campinas' | R$ 37.183,64   |
| Estado de São Paulo                | R$ 32.454,91   |
| Brasil                             | R$ 31.506,83   |

## Infraestrutura

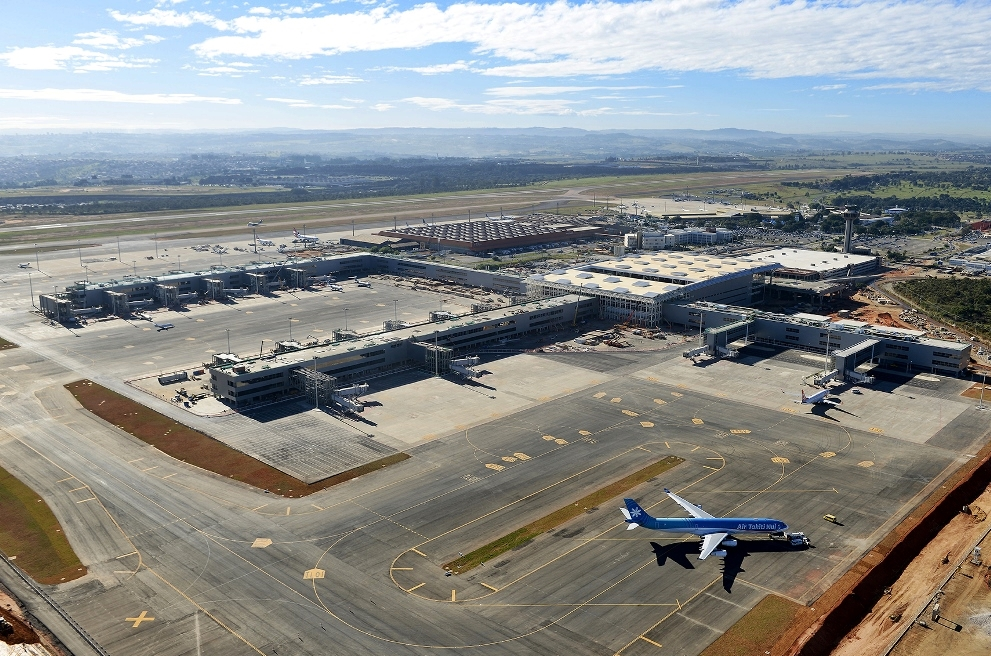
Aeroporto Internacional de Campinas

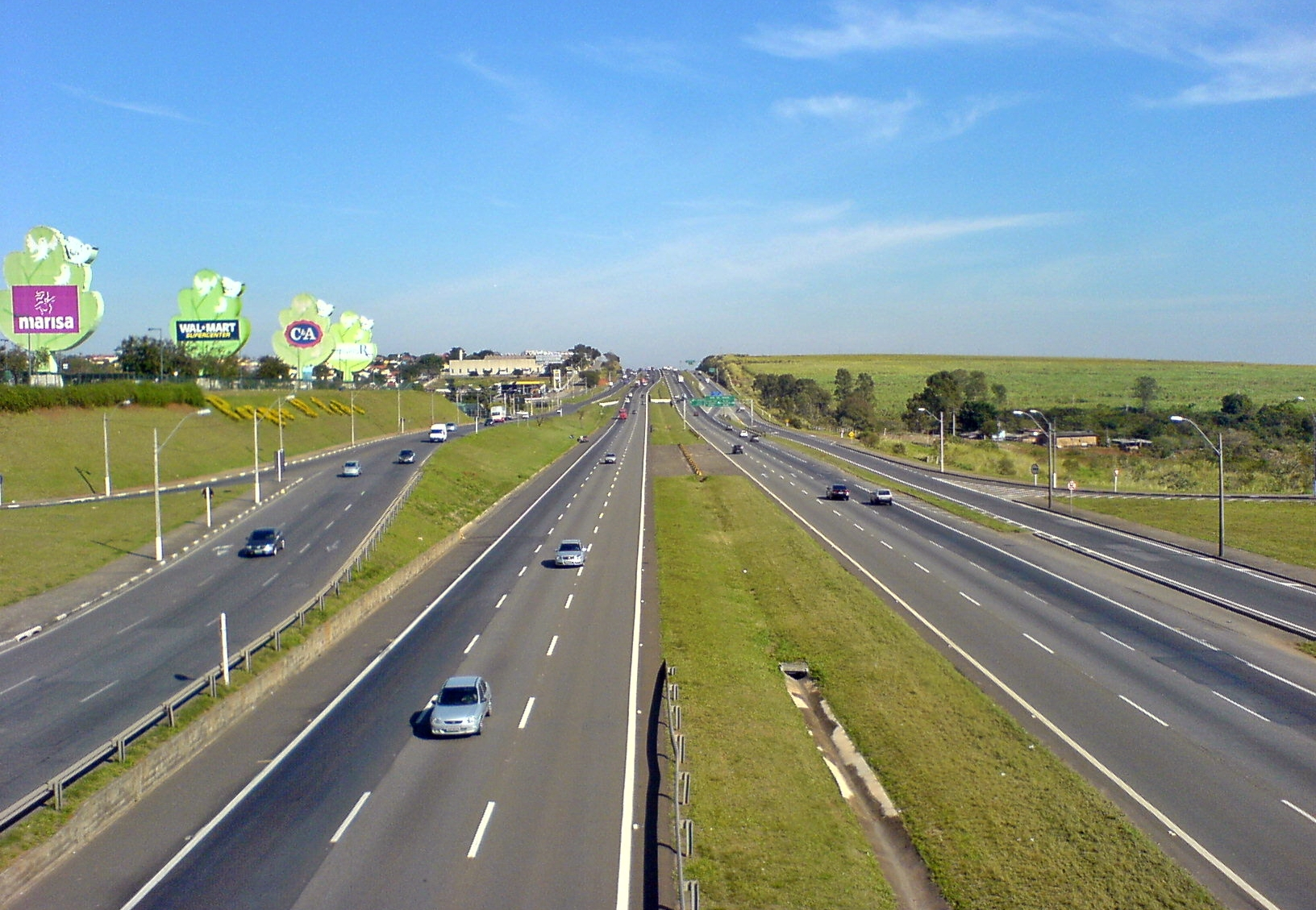
Rodovia Dom Pedro I

### Transportes
A Região conta com amplo sistema viário, bastante ramificado, e que apresenta os seguintes eixos principais: a Rodovia dos Bandeirantes e a Rodovia Anhanguera, que ligam a cidade de São Paulo ao interior paulista, cortando RMC; a rodovia SP-304, rumo a Piracicaba, a Rodovia Santos Dumont, rumo a Sorocaba e a Rodovia Dom Pedro I, que faz a ligação com o Vale do Paraíba, entre outras. Entre as rodovias que servem de ligação entre as cidades da RMC, se destacam:
- Rodovia Professor Zeferino Vaz (Campinas-Paulínia-Cosmópolis-Artur Nogueira-Conchal)
- Rodovia Jornalista Francisco Aguirra Proença (Campinas-Hortolândia-Capivari)
- Rodovia Prefeito José Lozano Araújo ou Rodovia 330-110 (Paulínia-Sumaré-Hortolândia)
- Rodovia Adhemar de Barros (Campinas-Mogi Mirim-Mogi Guaçu)
- Rodovia Doutor Roberto Moreira (Paulínia-Campinas)
- Rodovia Miguel Melhado Campos (Vinhedo-Campinas)
- Rodovia Miguel Noel Nascentes Burnier (Mogi-Mirim-Campinas)

## Municípios
Esta lista é classificável. Clique no ícone  no cabeçalho da coluna para alterar a chave e a ordem de classificação.
| Foto  | Município              | Área territorial (km²) | População (2022) | PIB (2021) (em mil reais) | IDH-M (2010)     |
| ----- | ---------------------- | ---------------------- | ---------------- | ------------------------- | ---------------- |
|       | Americana              | 133,91                 | 237 240          | 15 217 279                | 0,811 muito alto |
|       | Artur Nogueira         | 178,02                 | 51 456           | 1 575 358                 | 0,749 alto       |
|       | Campinas               | 794,57                 | 1 139 047        | 72 946 774                | 0,805 muito alto |
|       | Cosmópolis             | 154,66                 | 59 773           | 1 688 938                 | 0,769 alto       |
|       | Engenheiro Coelho      | 109,94                 | 19 566           | 595 715                   | 0,732 alto       |
|       | Holambra               | 65,57                  | 15 094           | 1 415 481                 | 0,793 alto       |
|       | Hortolândia            | 62,41                  | 236 641          | 18 305 956                | 0,756 alto       |
|       | Indaiatuba             | 311,54                 | 255 748          | 22 817 116                | 0,788 alto       |
|       | Itatiba                | 322,26                 | 121 590          | 8 068 714                 | 0,778 alto       |
|       | Jaguariúna             | 141,39                 | 59 347           | 13 847 370                | 0,784 alto       |
|       | Monte Mor              | 240,56                 | 64 662           | 4 524 530                 | 0,733 alto       |
|       | Morungaba              | 146,75                 | 13 720           | 623 507                   | 0,715 alto       |
|       | Nova Odessa            | 73,78                  | 62 019           | 4 040 233                 | 0,791 alto       |
|       | Paulínia               | 138,77                 | 110 537          | 52 389 436                | 0,795 alto       |
|       | Pedreira               | 108,81                 | 48 992           | 1 502 008                 | 0,769 alto       |
|       | Santa Bárbara d'Oeste  | 271,03                 | 183 347          | 7 825 506                 | 0,781 alto       |
|       | Santo Antônio de Posse | 154,13                 | 23 244           | 1 831 494                 | 0,702 alto       |
|       | Sumaré                 | 153,46                 | 279 545          | 16 179 891                | 0,762 alto       |
|       | Valinhos               | 148,53                 | 126 373          | 7 969 199                 | 0,819 muito alto |
|       | Vinhedo                | 80,95                  | 76 540           | 11 791 333                | 0,817 muito alto |
| Total | Total                  | 3 791,129              | 3 184 481        | 265 155 849               | 0,792 alto       |